# Barbara Pietkiewicz
Barbara Pietkiewicz – polska dziennikarka.
Od 1974 związana zawodowo z tygodnikiem „Polityka”. W 1988 opublikowała reportaż „Gorzki fiolet”. Tekst, w przeciwieństwie do dominującego wówczas w PRL tekstem opisującym społeczność LGBT bez metaforyki chorobowej oraz kontekstu kryminalnego i skandalizującego.
Laureatka m.in. nagrody Grand Press w 2000 w kategorii Publicystyka za tekst „Wyklęte słowo eutanazja” oraz Nagrody Fundacji Równości Hiacynt w 2009 w kategorii media „za swoistą sztafetę pokoleń w dziennikarstwie, pełnym obiektywnych opisów różnorodności ludzkich losów”.